# Єлизавета Карагеоргієвич

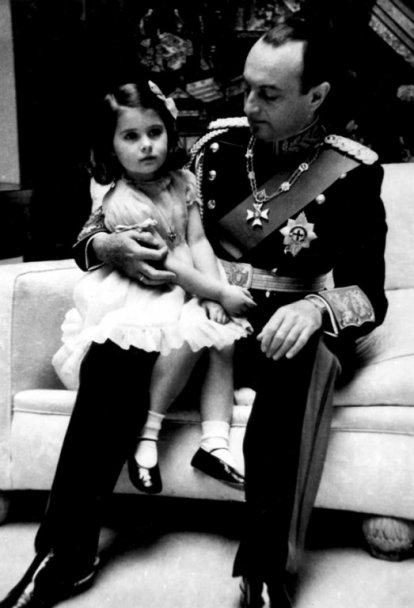
Регент Югославії Павло Карагеоргієвич та його донька, маленька принцеса Єлизавета

Єлизавета Карагеоргієвич (*7 квітня 1936, Белград) — сербська принцеса, єдина донька регента Югославії Павла Карагеоргієвича та Ольги Грецької, мати американської акторки Кетрін Оксенберг.

## Біографія
Народилася Єлизавета Карагеоргієвич 7 квітня 1936 року в Белграді. Хрестили її 2 травня 1936 року. Обряд проводив патріарх Варнава.
Рідний брат принцеси Єлизавети - Александр Карагеоргієвич. Вона знаходиться в родинних зв'язках з іспанською принцесою Софією та Чарльзом, принцом Уельським. Принцеса Єлизавета є нащадком Карагеоргієвичів по молодшій лінії.
Принцеса Єлизавета навчалася в ПАР, Великій Британії та Швейцарії. Також вивчала історію витончених мистецтв у Парижі. Володіє англійською, французькою, іспанською, італійською та сербською мовами. Розмаїта карта навчання Єлизавети пояснюється тим фактом, що після військового путчу в Югославії 27-29 березня 1941 р., внаслідок якого Павло Карагеоргієвич був змушений відмовитися від свого регентства над малолітнім Петром ІІ, колишній голова держави разом із сім'єю був змушений покинути Югославію. Деякий час родина жила в Греції, звідки їх забрали британські війська до Каїра після квітневої окупації Югославії військами Осі. Згодом із території Єгипту принца Павла та принцесу Ольгу разом із дітьми було евакуйовано до теперішньої столиці Кенії Найробі, звідки в 1943 р. їх перемістили до Йоханнесбурга. Лише в 1947 р. Павлові Карагеоргієвичу вдалося отримати швейцарський паспорт та візу і переїхати до Швейцарії разом зі своєю сім'єю.
Вийшла заміж 19 січня 1961 року за Говарда Оксенберга, від якого має двох доньок: Кетрін та Кристину. Кетрін Оксенберг пізніше стане американською акторкою, а її найвідомішою роллю в кіно буде роль Аманди Керінгтон у серіалі 80-х років "Династія". Із першим чоловіком принцеса Єлизавета розвелася в 1969 році. Із другим чоловіком, Нілом Роксбургом Балфором (англ. Neil Roxburgh Balfour), Єлизавета побралася в Лондоні 23 вересня 1969 р. Від нього має сина Ніколаса (англ. Nicholas Augustus Balfour). Із ним у шлюбі пробула до 1978 р. Втретє вийшла заміж 28 лютого 1987 р. за Мануеля Ульоа Еліаша (ісп. Manuel Ulloa Elias), колишнього прем'єр-міністра Перу (1980-1983 рр.), завдяки шлюбу з яким уперше отримала змогу відвідати Югославію в 1987 р. Між другим та третім шлюбом мала любовні зв'язки з британським актором Річардом Бартоном.
Громадянка Сербії з 2001 р. Довгий час мала крім сербського, також і американське громадянство, адже представники династії Карагеоргієвичів згідно сербських законів мають право на отримання сербського (до 2006 р. - югославського) громадянства, не втрачаючи при цьому прав на інше громадянство. Але в 2012 р. відмовилася через "емоційні причини" від американського громадянства . Із 2002 р. живе в Белграді, активно займається громадсько-культурною та політичною діяльністю.

## Громадська та політична діяльність Єлизавети Карагеоргієвич
Ще до початку Югославських війн, у січні 1990 р., призвала православного архієпископа Савву та муфтія Белграда і югославського міністра у справах релігії взяти участь у міжнародній конференції в Москві, яку скликав Михайло Горбачов. Це була друга міжнародна зустріч людей, покликаних вплинути на стан справ у світі, на якій присутніми були мати Тереза, архієпископ Кентерберійський, Далай Лама, Альберт Гор та Карл Саган.
Наприкінці 1990 р. в Нью-Йорку принцеса Єлизавета засновує гуманітарну організацію неполітичного характеру — Фундацію принцеси Єлизавети. У часи громадянської війни в Югославії ця фундація займалася постачанням до цієї країни їжі, медикаментів, одягу та інших речей.
Активно виступала проти бомбардування Югославії силами НАТО в 1999 р. на американському телебаченні. Написала відкритого листа-протеста американському конгресменові Джеймсу Секстону, а Фундація принцеси Єлизавети організувала благодійну мистецьку акцію в нью-йоркській галереї "Тепер" 15 червня 1999 р.
Не дивлячись на протест брата Александра, Єлизавета виставила свою кандидатуру на президента Сербії та Чорногорії під час президентських виборів 2004 р. "У випадку перемоги, - заявляла вона. - моїм пріоритетним завданням буде поновити монархію і побудувати правову державу" (серб. U slučaju pobede moj prioritet neće biti da ponovo uspostavim monarhiju, već da uspostavim pravu državu) . Вона виставила свою кандидатуру лише за два тижні до початку виборів, а тому, можливо, що й через брак часу на проведення своєї передвиборної агітаційної кампанії за кандидатуру принцеси Єлизавети проголосувало всього 63 991 голосів, або близько 2.01% виборців, що однак поставило її на 6 місце за результатами виборів (усього брало участь 15 кандидатів).
Бажаючи реабілітувати свого батька, Павла Карагеоргієвича, якого суд Югославії в післявоєнні часи оголосив зрадником за досить толерантну та навіть приязну політику щодо гітлерівської Німеччини в часи його регентства (тоді за вироком суду було конфісковано все його майно, а йому самому заборонили повертатися на батьківщину), принцеса Єлизавета подала 27 вересня 2011 р. заяву з приводу реабілітації батька до Верховного Суду в Белграді. Судовий процес тривав близько двох місяців. Павла Карагеоргієвича було реабілітовано 28 листопада 2011 р. Після цього прах її батьків, принца Павла Карагеоргієвича та принцеси Ольги Грецької і Данської, разом із прахом брата Ніколи, був перенесений зі Швейцарії до Сербії, де їх було перепоховано в церкві Священномученика Георгія Побідоносця в Опленаці - родовій усипальниці Карагеоргієвичів. Перепоховання відбулося в жовтні 2012 р.

## Цікаві факти

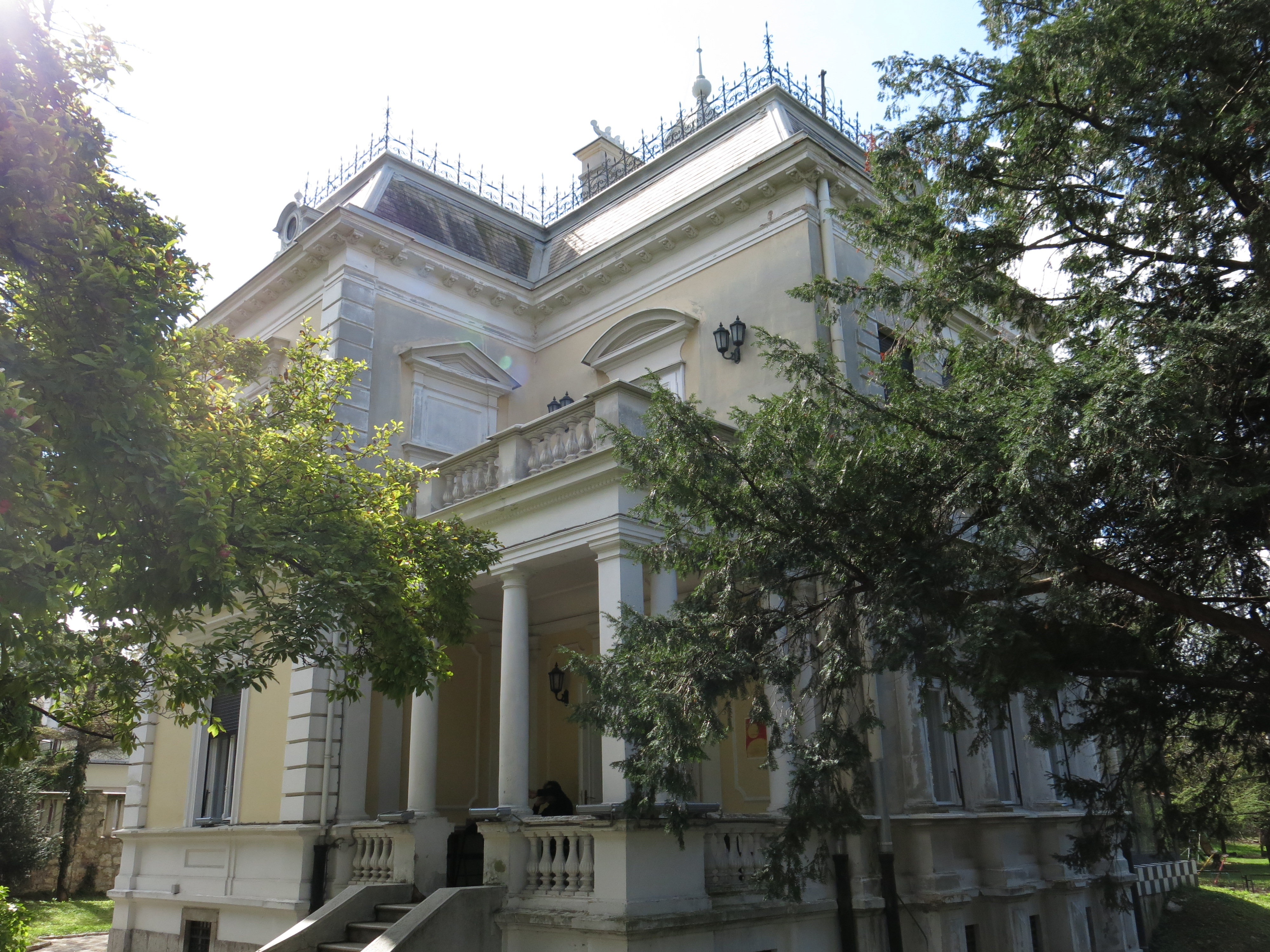
Будинок короля Петра І Карагеоргієвича, де в грудні 2015 року пройшла виставка картин Єлизавети Карагеоргієвич

- Верослав Ранчич (серб. Верослав Ранчић) написав роман "Істина в останній інстанції" (серб. "Коначна истина") про життя Єлизавети Карагеоргієвич. У написанні твору допомагала й сама головна особа роману, принцеса Єлизавета, яка дала відповіді письменнику на 186 питань. На основі роману згодом була створена біографічна п'єса з однойменною назвою, яка була поставлена на сцені приватного белградського театру "Мадленіянум" (серб. Опера и театар Мадлениjaнум) в липні 2011 р [7].
- Одним із її хобі є малювання. У грудні 2015 р. навіть пройшла виставка її картин у будинку короля Петра І Карагеоргієвича в Белграді[8].
- Від свого батька мала в спадок націоналізований після Другої світової війни палац Брдо (серб. дворац Брдо) в Словенії, який зараз намагається повернути через суд[9], хоча цей судовий процес поки що йде не на її користь. Від своєї ж матері мала в спадок також одержавлену свого часу віллу "Чорногорку" (серб. вила "Црногорка") в Белграді, яку вона все-таки зуміла повернути собі через суд остаточно в січні 2014 р[10].
- Була присутньою на весіллі принца Вільяма та Кейт Міддлтон. Її запросила королівська сім'я, із якою вона знаходиться в родинних зв'язках[11].

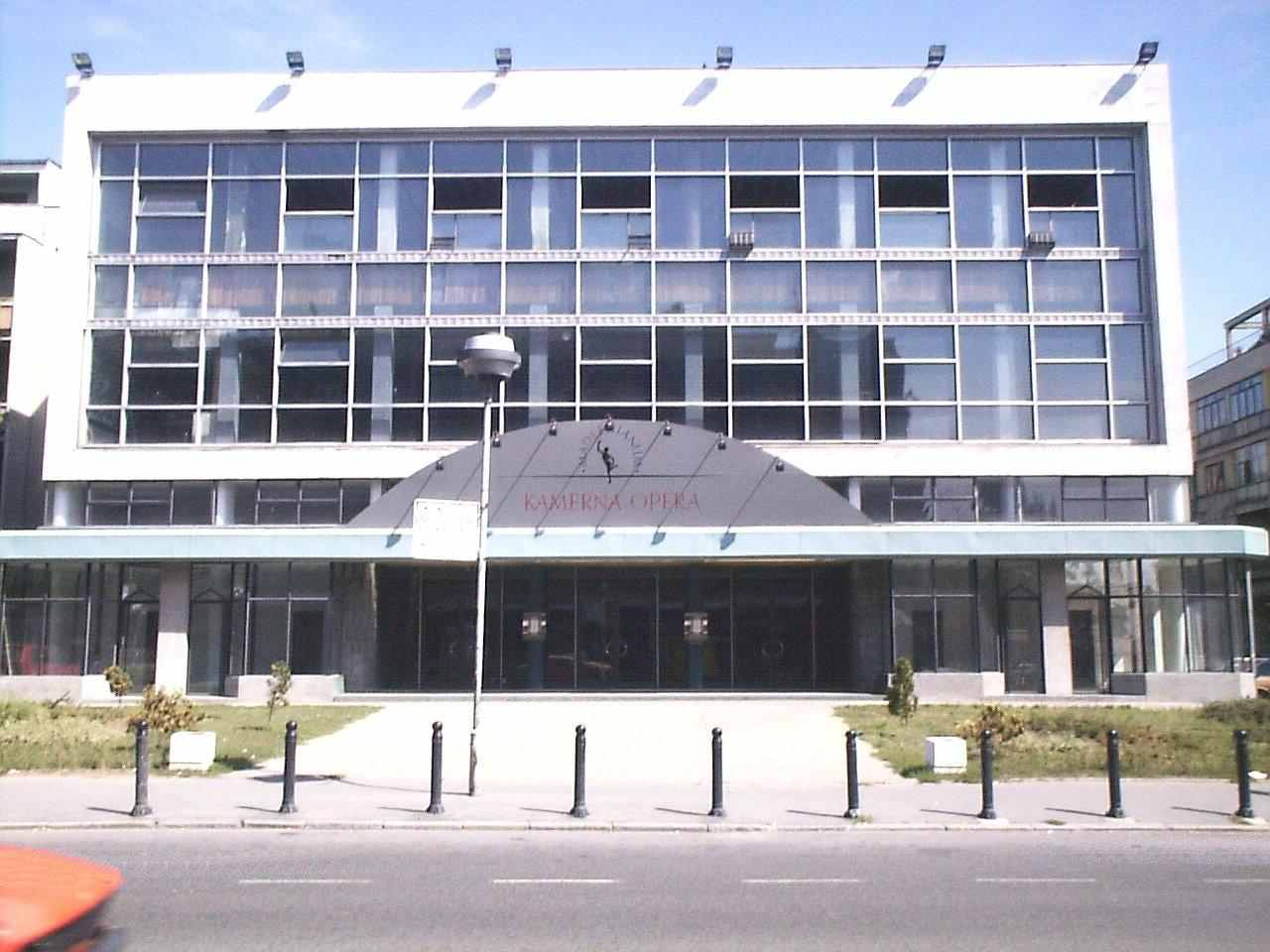
Фасад театру "Мадленіянум", де в липні 2011 р. відбулася прем'єра п'єси Верослава Ранчича "Істинна в останній інстанції" про життєвий шлях принцеси Єлизавети та її сім'ї